# Europaparlamentets utskott för sysselsättning och sociala frågor
Europaparlamentets utskott för sysselsättning och sociala frågor (engelska: European Parliament Committee on Employment and Social Affairs, EMPL) är ett av Europaparlamentets 20 ständiga utskott för att bereda ärenden i parlamentet.

## Presidium
| Namn                     | Funktion i utskottet | Land      | Grupp   | Bild |
| ------------------------ | -------------------- | --------- | ------- | ---- |
| Lucia Ďuriš Nicholsonová | Ordförande           | Slovakien | ECR     |      |
| Vilija Blinkevičiūtė     | Viceordförande       | Litauen   | S&D     |      |
| Sandra Pereira           | Viceordförande       | Portugal  | GUE/NGL |      |
| Tomáš Zdechovský         | Viceordförande       | Tjeckien  | EPP     |      |
| Katrin Langensiepen      | Viceordförande       | Tyskland  | G/EFA   |      |